# Кјуза ди Карло
Кјуза ди Карло је насеље у Италији у округу Сиракуза, региону Сицилија.
Према процени из 2011. у насељу је живело 96 становника. Насеље се налази на надморској висини од 29 м.